# Прем'єр-міністр Японії

Емблема Прем'єр-міністра Японії — золота павловнія на синьому тлі.

Штандарт Прем'єр-міністра Японії.

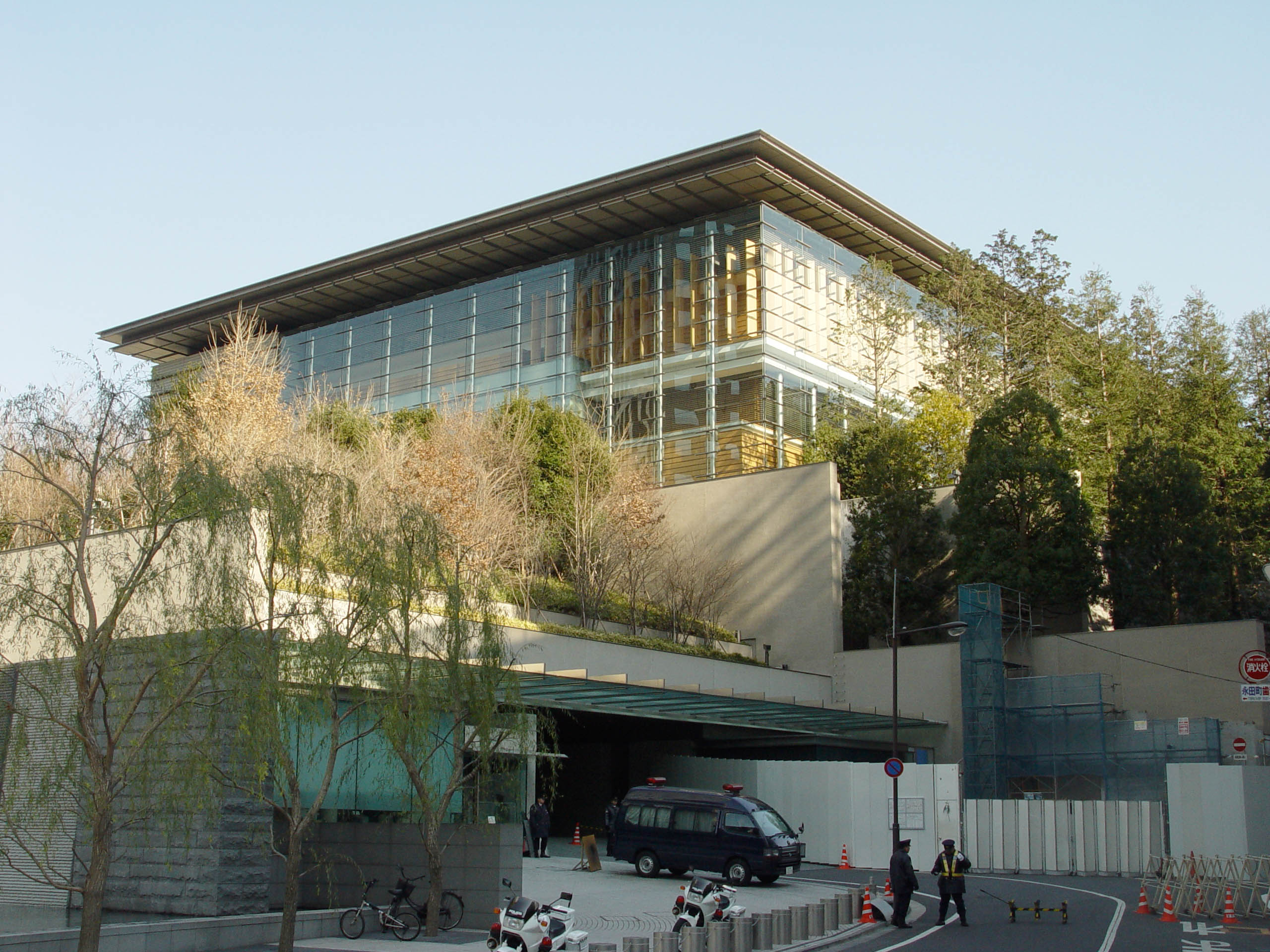
Урядова резиденція Прем'єр-міністра Японії.

Прем'єр-міністр Японії (яп. 内閣総理大臣, ないかくそうりだいじん, найкаку сорі-дайджін, «Головний міністр Кабінету Міністрів») — глава уряду держави Японія, голова Кабінету Міністрів Японії.

## Короткі відомості
Посада Прем'єр-міністра Японії була заснована 1885 року, разом із формуванням першого в історії країни Кабінету Міністрів. Її затвердила Конституцією Великої Японської імперії та Імператорський рескрипт № 135  від 1889 року «Про урядову систему Кабінету Міністрів». Згідно з цими постановами Прем'єр-міністр очолював Кабінет Міністрів, але був у ньому як primus inter pares. Він не мав усіх важелів виконавчої влади і був залежним від Імператора та голів військових відомств.
Після проголошення нової Конституції Японії і прийняття Закону про Кабінет Міністрів Японії 1947 року, які діють по сьогодні, Прем'єр-міністр визначається як голова Кабінету Міністрів і повноправний глава виконавчої влади (Стаття 65).
Прем'єр-міністра Японії обирається з депутатів Парламенту Японії, обов'язково цивільних, рішенням обох Палат цього Парламенту  і призначається Імператором, згідно з ухваленою Парламентом номінацією (Статті 6, 66, 67).
До повноважень Прем'єр-міністра Японії за Конституцією входять:
1. формування та переформування Кабінету Міністрів (Стаття 68);
2. керівництво та нагляд за усіма гілками виконавчої влади (Стаття 72);
3. подання законопроєктів до Парламенту від імені Кабінету Міністрів (Стаття 72);
4. звітування перед Парламентом про загальний стан державних справ і дипломатичних відносин від імені Кабінету Міністрів (Стаття 72);
5. контрасигнація законів і урядових указів (Стаття 74);
6. згода на притягнення до кримінальної відповідальності діючих членів Кабінету Міністрів (Стаття 75).[4]

До повноважень Прем'єр-міністра Японії за японським законодавством входять:
1. головування на нарадах Кабінету Міністрів (Закон про Кабінет Міністрів. Стаття 4. Абзац 2);
2. проголошення надзвичайного стану в державі (Закон про поліцію. Стаття 71);
3. керівництво поліцією за надзвичайного стану (Там само. Стаття 72);
4. верховне командування Силами Самооборони Японії (Закон про Сили Самооборони Японії. Стаття 7);
5. залучення Сил Самооборони Японії для захисту держави і підтримання спокою у ній (Там само. Статті 76, 80);
6. проголошення небезпеки землетрусу після отримання прогнозу від голови Метеорологічного відомства Японії (Закон про особливі заходи у випадку великого землетрусу. Стаття 9).

Окрім цього Прем'єр-міністра Японії має право видавати особливі дозволи на діяльність громадських і негромадських організацій, згідно з Законом про банки, Законом про кредитування, Законом про фінансові товари і торгівлю, та інших.
Урядова резиденція Прем'єр-міністра Японії, яка служить його робочим кабінетом, знаходиться у Токіо, районі Тійода-ку, кварталі Наґата-тьо. Поруч з нею розташована Офіційна резиденція Прем'єр-міністра, яка виконує функцію помешкання глави японського уряду.
З 1 жовтня 2024 року на посаді Прем'єр-міністра Японії перебуває Ісіба Сіґеру

## Міністри і кабінети
| №  | Ім'я              | Кабінет                       | Вступ на посаду                                              | Приналежність                               |
| -- | ----------------- | ----------------------------- | ------------------------------------------------------------ | ------------------------------------------- |
| 1  | Іто Хіробумі      | Перший Кабінет Іто            | 22 грудня 1885                                               | Фракція Тьосю                               |
| 2  | Курода Кійотака   | Кабінет Куроди                | 30 квітня 1888                                               | Фракція Сацума                              |
| —  | Сандзьо Санетомі  | Тимчасовий Кабінет Сандзьо    | 25 жовтня 1889 (в.о.)                                        | аристократ                                  |
| 3  | Ямаґата Арітомо   | Перший Кабінет Ямаґати        | 24 грудня 1889                                               | Фракція Тьосю                               |
| 4  | Мацуката Масайосі | Перший Кабінет Мацукати       | 6 травня 1891                                                | Фракція Сацума                              |
| 5  | Іто Хіробумі      | Другий Кабінет Іто            | 8 серпня 1892                                                | Фракція Тьосю                               |
| —  | Курода Кійотака   | Тимчасовий Кабінет Куроди     | 31 серпня 1896                                               | Фракція Сацума                              |
| 6  | Мацуката Масайосі | Другий Кабінет Мацукати       | 18 вересня 1896                                              | Фракція Сацума                              |
| 7  | Іто Хіробумі      | Третій Кабінет Іто            | 12 січня 1898                                                | Фракція Тьосю                               |
| 8  | Окума Сіґенобу    | 1-й Кабінет Окуми             | 30 червня 1898                                               | Фракція Саґа                                |
| 9  | Ямаґата Арітомо   | Другий Кабінет Ямаґати        | 8 листопада 1898                                             | Фракція Тьосю                               |
| 10 | Іто Хіробумі      | Четвертий Кабінет Іто         | 19 жовтня 1900                                               | Фракція Тьосю                               |
| —  | Сай'ондзі Кіммоті | Тимчасовий Кабінет Сай'ондзі  | 10 травня 1901 (в.о.)                                        | аристократ                                  |
| 11 | Кацура Таро       | 1-й Кабінет Кацури            | 2 червня 1901                                                | Фракція Тьосю                               |
| 12 | Сай'ондзі Кіммоті | Перший Кабінет Сай'ондзі      | 7 січня 1906                                                 | Товариство друзів конституційного правління |
| 13 | Кацура Таро       | Другий Кабінет Кацури         | 14 липня 1908                                                | Фракція Тьосю                               |
| 14 | Сай'ондзі Кіммоті | Другий Кабінет Сай'ондзі      | 30 серпня 1911                                               | Товариство друзів конституційного правління |
| 15 | Кацура Таро       | Третій Кабінет Кацури         | 21 грудня 1912                                               | Фракція Тьосю                               |
| 16 | Ямамото Ґомбей    | Перший Кабінет Ямамото        | 20 лютого 1913                                               | Товариство друзів конституційного правління |
| 17 | Окума Сіґенобу    | 2-й Кабінет Окуми             | 16 квітня 1914                                               | Ріккен Досікай                              |
| 18 | Терауті Масатаке  | Кабінет Терауті               | 9 жовтня 1916                                                | Імперська армія Японії                      |
| 19 | Хара Такасі       | Кабінет Хари                  | 29 вересня 1918                                              | Ріккен Сейюкай                              |
| —  | Утіда Косаї       | Тимчасовий Кабінет Утіди      | 4 листопада 1921                                             |                                             |
| 20 | Такахасі Корекійо | Кабінет Такахасі              | 13 листопада 1921                                            | Ріккен Сейюкай                              |
| 21 | Като Томосабуро   | Кабінет Като                  | 12 червня 1922 — 24 серпня 1923                              | Національний союз                           |
| —  | Утіда Косаї       | Тимчасовий Кабінет Утіди      | 24 серпня, 1923 — 2 вересня 1923                             | Міністерство закордонних справ              |
| 22 | Ямамото Ґонбей    | 2-й Кабінет Ямамото           | 2 вересня 1923 — 7 січня 1924                                | Національний союз                           |
| 23 | Кійора Кейґо      | Кабінет Кійори                | 7 січня 1924 — 11 червня 1924                                |                                             |
| 24 | Като Такаакі      | Кабінет Като 2-й Кабінет Като | 11 червня 1924 — 2 серпня 1925 2 серпня 1925 — 28 січня 1926 | Ріккен Сейюкай Кенсейто                     |